# Костел Преображення Господнього (Семаківці)
Косте́л Преображення Господнього в Семаківцях — культова споруда, парафіяльний римо-католицький храм у селі Семаківці Тернопільської области України.

## Історія
Спочатку римо-католики Семаківців належали до парафії cвятого Антонія Падуанського в Хом'яківці (нині частина Косова).
- 1895 — завдяки хом'яківському настоятелю о. Леонарду Мочаровському, керівнику гміни Миколі Дуткевичу і місцевому власнику Владиславу Охоцькому було збудовано мурований філіальний костел.
  - 15 червня — освячення наріжного каменя чортківським деканом і бучацьким настоятелем о. Станіславом Громницьким.
  - 20 жовтня — освячено новозбудований костел.
- 1937 — Семаківці перевели до парафії cвятих апостолів Петра і Павла в Білобожниці. Тоді святиня мала один вівтар з образом Преображення Господнього, стації Хресної дороги 1897 року, інший костельний інвентар, а також муровану дзвіницю з трьома дзвонами.
- 1960 — костел закрила радянська влада.
- 31 жовтня 1990 — повернений костел заново освячений.
- 1995 — проведено реставрацію.

Нині костел належить до парафії Небовзяття Пресвятої Діви Марії в Ридодубах, яку обслуговують дієцезіальні священники.